# باشگاه فوتبال ساموت سونگخرام
باشگاه فوتبال ساموت سونگخرام (به تایلندی: สโมสรฟุตบอลจังหวัดสมุทรสงคราม) یک باشگاه فوتبال حرفه‌ای واقع در ساموت سونگخرام در کشور تایلند می‌باشد که در لیگ برتر فوتبال تایلند بازی می‌کند.
این باشگاه در سال ۲۰۰۵ میلادی بنیان‌گذاری شده است.